# Amphisbaenia
Las anfisbenas, anfisbenios o culebrillas ciegas (Amphisbaenia), son un infraorden peculiar y poco conocido de reptiles escamosos adaptados a la vida en el subsuelo. Como las serpientes y ánguidos, carecen de patas (excepto el género Bipes biporus, que aún conserva el par anterior). 
Por convergencia evolutiva, superficialmente, parecidas a lombrices de tierra, presentan claras adaptaciones al medio subterráneo, como la capacidad de excavar y deslizarse plegando su piel como un acordeón. Su cabeza maciza, sin oído externo y de ojos atrofiados, se distingue mal del extremo opuesto del cuerpo. Son capaces de desplazarse tanto en dirección de la cola como de la cabeza, y por ello se les dio el nombre de Amphisbaenia ("que va en dos direcciones"). Se conocen unas 190 especies, la mayor parte de ellas en África y América del Sur.
Se alimentan de insectos, entre los que muestran preferencia por las hormigas. Puesto que se observó que pasaban largas temporadas cerca de los hormigueros, se creía, erróneamente, que las hormigas se encargaban de alimentarlas, por los que se las llamaba «madres de las hormigas».
Las culebrillas ciegas no guardan ninguna relación con las serpientes y están estrechamente emparentadas con los lagartos de la familia Lacertidae. Por el contrario las serpientes están emparentadas con los lagartos venenosos.

## Familias
Amphisbaenia, se divide en cinco familias
Familia Amphisbaenidae
- Amphisbaena
- Ancylocranium
- Anopsibaena
- Aulura
- Baikia
- Blanus
- Bronia
- Cercolophia
- Chirindia
- Cynisca
- Dalophia
- Geocalamus
- Leposternon
- Loveridgea
- Mesobaena
- Monopeltis
- Zygaspis

Familia Trogonophidae
- Agamodon
- Diplometopon
- Pachycalamus
- Trogonophis

Familia Bipedidae
- Bipes

Familia Blanidae
- Blanus

Familia Rhineuridae
- Rhineura

## Diversidad

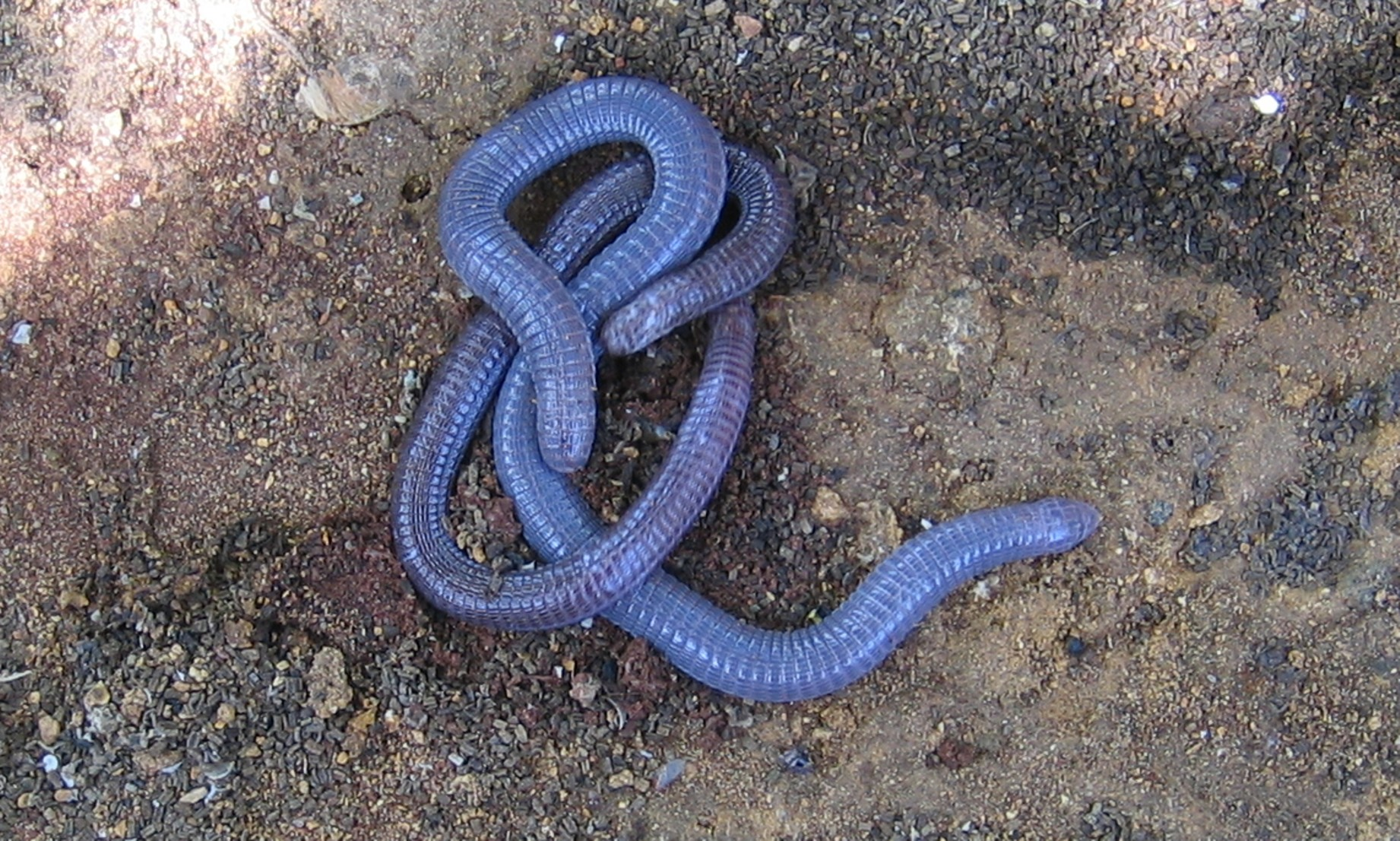
Imagen de dos lagartijas lombriceras ibéricas (Blanus cinereus) en un jardín cerca de Sevilla, España.

La familia Amphisbaenidae es la más diversa. A ella pertenecen Blanus cinereus y el género Amphisbaena, del que hay descritas 69 especies, como Amphisbaena cubana, Amphisbaena alba, Amphisbaena darwinii y Amphisbaena fuliginosa.
Al género Bipes (familia Bipedidae) pertenecen especies con 3 o 5 dedos: se conocen cuatro especies con el nombre de Bipes tridactylus, Bipes canaliculatus, Bipes biporus y Bipes alvarezi. Un ejemplo de la familia Trogonophidae es Trogonophis wiegmanni. Con la excepción de Rhineura floridana, las especies de la familia Rhineuridae se han extinguido.